# Diamond Aircraft Industries
Diamond Aircraft Industries es un fabricante aeronáutico austriaco dedicado a la fabricación de aeronaves de aviación general y motoveleros, con sede en la localidad de Wiener Neustadt, contando con presencia en el continente americano donde disponen de una unidad de fabricación en la localidad de London, Ontario, Canadá. La unidad de negocio canadiense, Diamond Aircraft Holdings, Canadá, está participada en su mayoría por el fondo de inversión Medrar Financial Group de Dubái.

## Productos

### Aeronaves

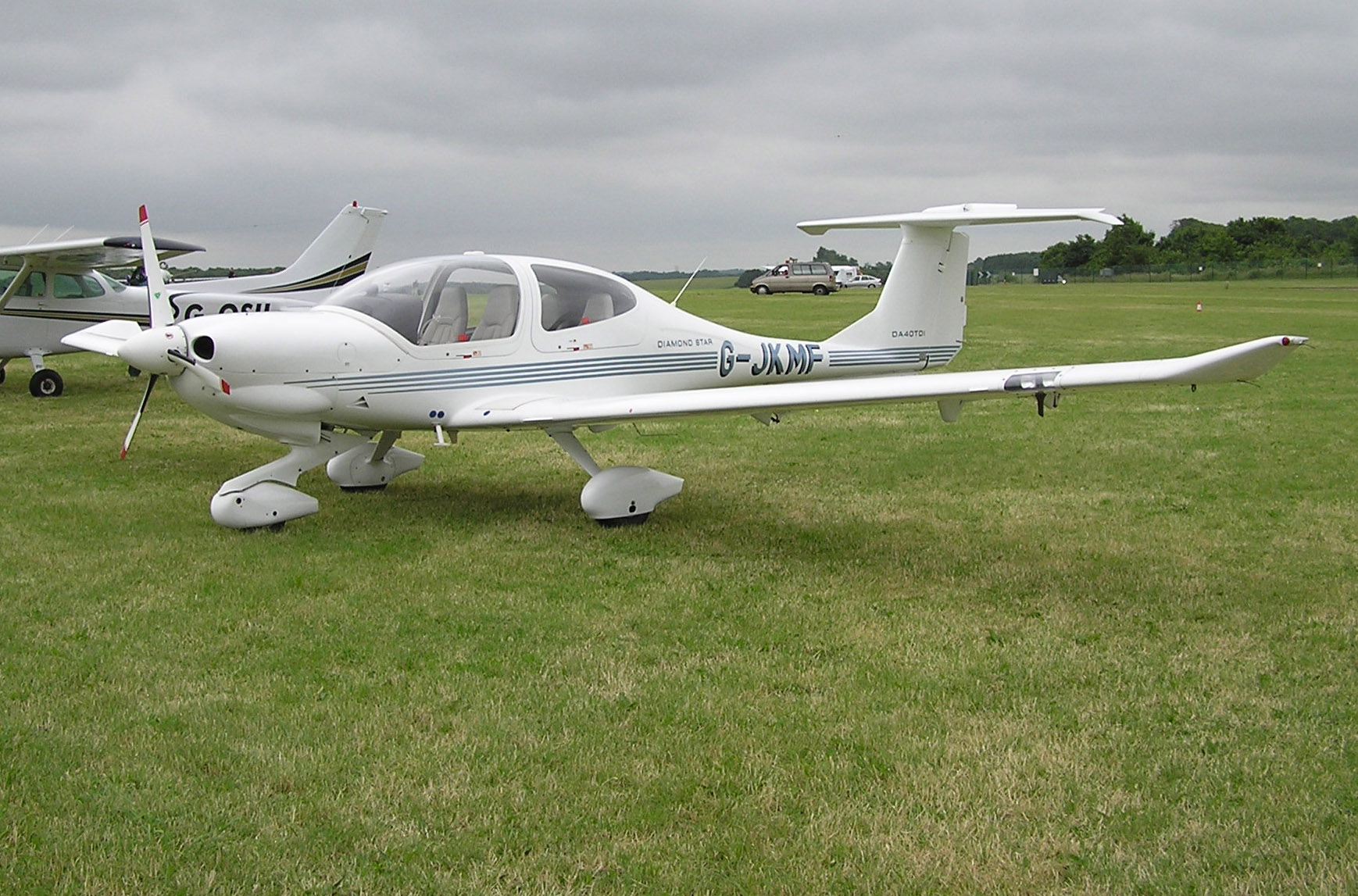
Diamond DA40-TDI Diamond Star.

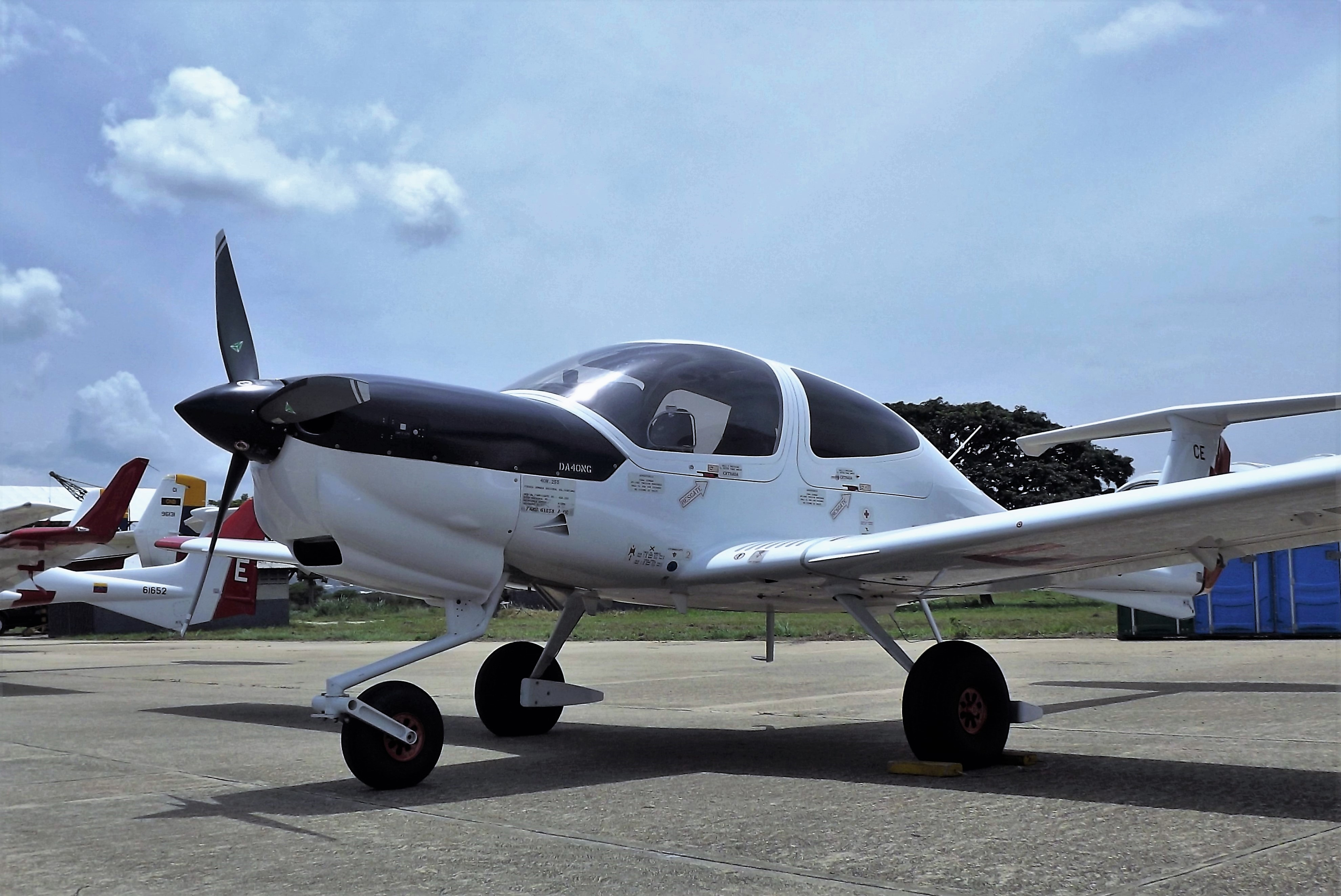
DA-40NG Diamond Star

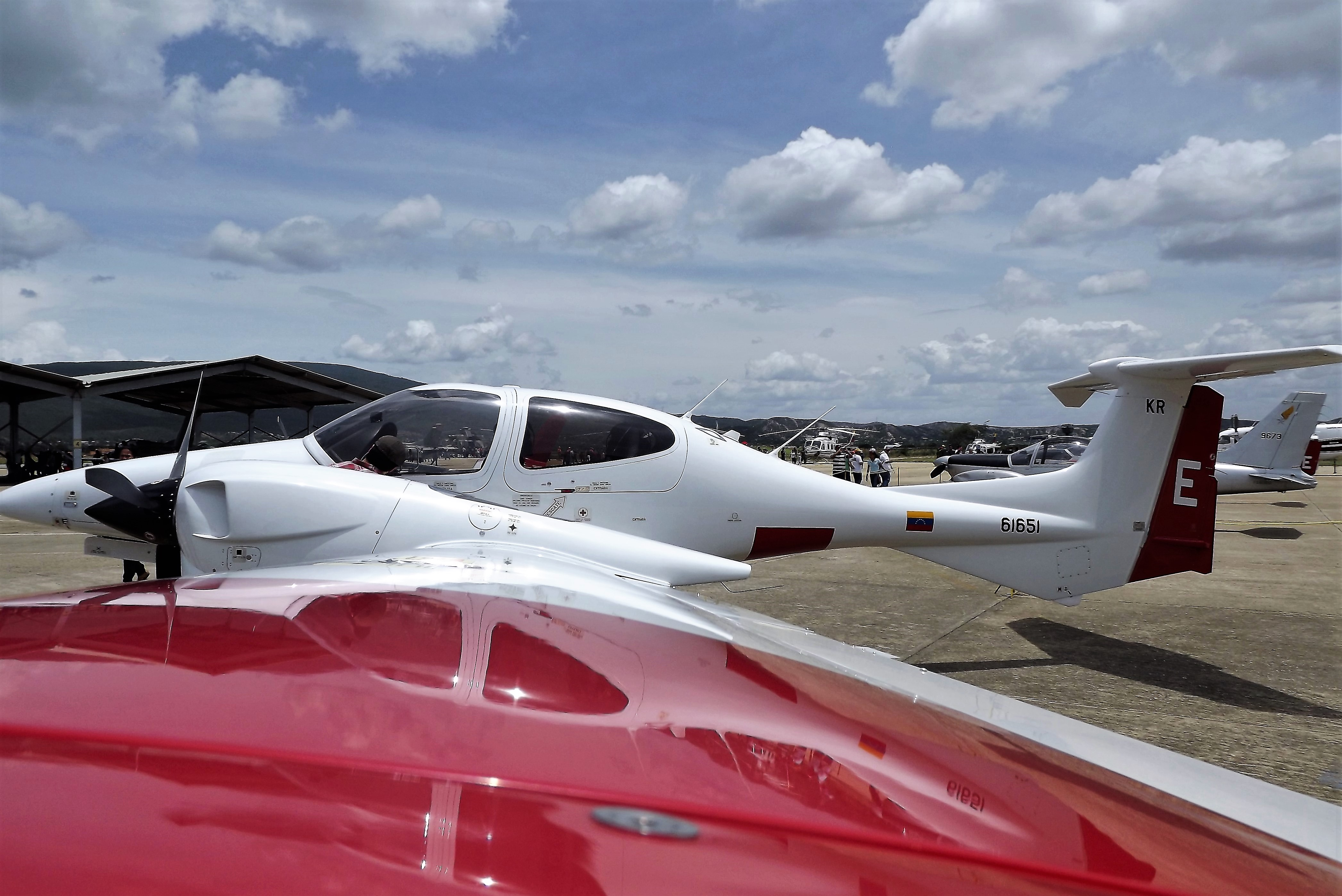
DA-42VI Twin Star

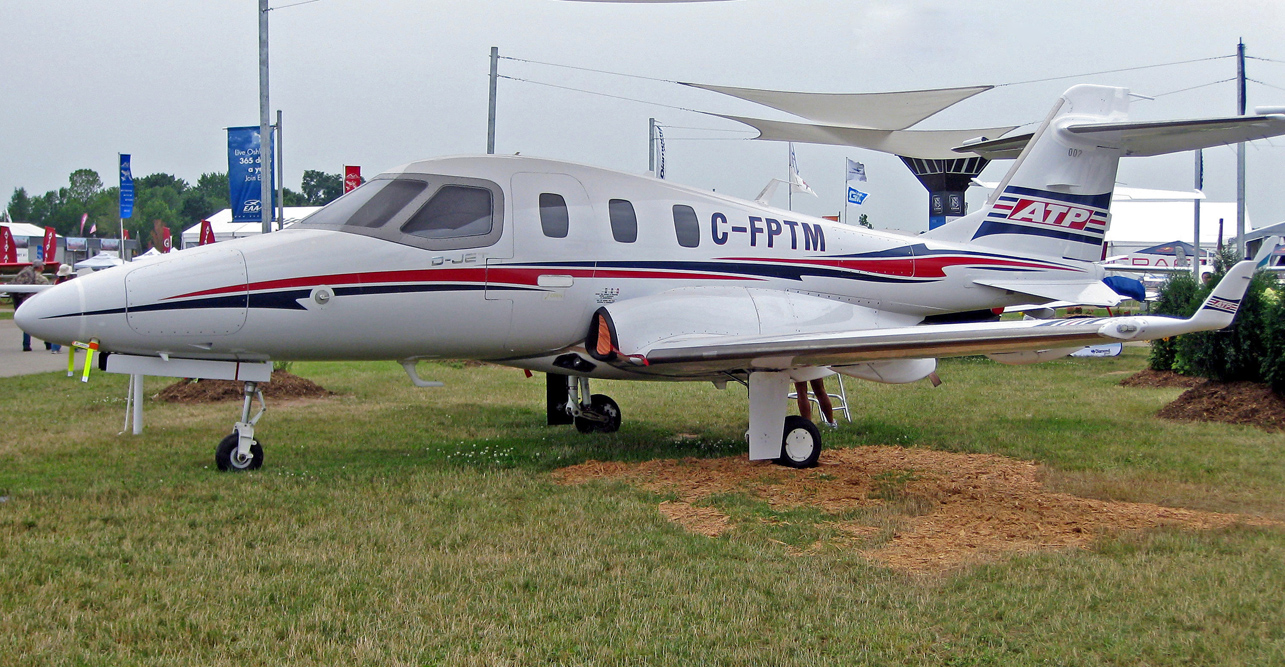
Diamond D-Jet

- Diamond DA20
- Diamond DV20
- Diamond DA36 E-Star[4]
- Diamond DA40 Star
- Diamond DA42 TwinStar
- Diamond DA50
- Diamond DA62
- Diamond HK36 Super Dimona
- Diamond D-Jet
- Diamond Hero - UAV
- Diamond Dart 450